# Progressieve Politieke Partij
De Progressieve Politieke Partij (PPP) is een politieke partij in Suriname.
De partij werd in 1998 opgericht door Atta Mungra. Dat deed hij nadat hij was ontslagen als minister van Financiën en het lidmaatschap van de Basispartij voor Vernieuwing en Democratie (BVD) had opgezegd. Met zijn nieuwe partij schaarde hij zich bij de oppositie tegen het kabinet-Wijdenbosch II. Zijn oud-partijgenoten Amernath Baboeram Panday en Lachmiperkas Tewarie sloten zich vervolgens ook bij hem aan. Het vertrek van de drie BVD-leden uit de coalitie betekende dat de regering sindsdien haar meerderheid in De Nationale Assemblée kwijt was en slechts kon steunen op 25 in plaats van 28 leden in het 51 leden tellende huis.
De leiding werd later overgenomen door diens broer Surindre Mungra. Na zijn dood kwam de voorzittershamer in 2015 in handen van zijn zoon Danny Mungra. De partij nam dat jaar deel aan de verkiezingen binnen de Mega Front.